# Dolmens du Verdier
Les dolmens du Verdier sont un ensemble de trois dolmens situés sur la commune de Cajarc, sur le Causse de Saint-Chels, dans le département du Lot. Ils tiennent leur nom du hameau le plus proche mais sont assez éloignés les uns des autres. Le dolmen no 2 est le mieux connu des trois car il a été fouillé par une équipe d'archéologues en juillet-août 1967, dirigée par Jean Clottes et Michel Lorblanchet.

## Dolmenno1
44° 31′ 00″ N, 1° 51′ 52″ E

Le dolmen no 1 est un dolmen double composé d'un grand dolmen au nord-est et d'un plus petit au sud-ouest, l'ensemble étant enserré sous un même tumulus d'environ 14 mètres de diamètre qui a été coupé en deux pour récupérer des pierres destinées à empierrer un chemin. Le plus grand des deux a vraisemblablement été construit en premier. Il comporte une belle table désormais brisée en plusieurs morceaux et inclinée en raison de l'affaissement de l'orthostate gauche. Il est orienté selon l'azimut 41°. Le second dolmen est orienté selon l'azimut 33°.
| Dalle                                                   | Longueur | Épaisseur | Largeur |
| ------------------------------------------------------- | -------- | --------- | ------- |
| Table                                                   | 3,60 m   | 0,40 m    | 2,50 m  |
| Orthostate droit                                        | 2,10 m   | 0,25 m    | 0,70 m  |
| Orthostate gauche                                       | 2,65 m   | 0,25 m    | 1 m     |
| Données : Inventaire des mégalithes de la France, 5-Lot |          |           |         |

| Dalle                                                   | Longueur | Épaisseur | Largeur |
| ------------------------------------------------------- | -------- | --------- | ------- |
| Table                                                   | 1,70 m   | 0,25 m    | 1,50 m  |
| Orthostate droit                                        | 1,70 m   | 0,15 m    | 0,70 m  |
| Orthostate gauche                                       | 1,70 m   | 0,15 m    | 0,60 m  |
| Chevet                                                  | 0,70 m   | 0,10 m    | 0,60 m  |
| Données : Inventaire des mégalithes de la France, 5-Lot |          |           |         |

## Dolmenno2
44° 30′ 47″ N, 1° 51′ 05″ E

### Architecture générale
Le dolmen a conservé son tumulus d'un diamètre de 15 mètres pour 1,50 à 2 mètres de haut. De fait ce tumulus, était originellement un cairn : une première couche de pierrailles sur 0,20 à 0,25 mètre d'épaisseur recouvrait un empilement de dalles posées à plat. Sur l'ensemble, des dépôts détritiques sont venus s'accumuler avec le temps constituant ainsi le tumulus. Au sein de ce dernier, le dolmen, de type simple, est légèrement excentré vers le nord mais les fouilles ont révélé que la forme du tumulus, initialement circulaire, avait été affectée par des déblaiements postérieurs à sa construction. L'orientation du dolmen correspond à l'azimut 158°.
| Dalle                                                   | Longueur | Épaisseur | Largeur |
| ------------------------------------------------------- | -------- | --------- | ------- |
| Table                                                   | 6 m      | 0,50 m    | 3,50 m  |
| Orthostate droit                                        | 4,40 m   | 0,30 m    | 1,75 m  |
| Orthostate gauche                                       | 3,30 m   | 0,30 m    | 1,70 m  |
| Données : Inventaire des mégalithes de la France, 5-Lot |          |           |         |

La table est désormais fragmentée en six morceaux. Avant la fouille, elle affleurait du tumulus. Sa dépose a permis d'étudier l'architecture interne du dolmen. Le dolmen du Verdier a été élevé directement sur le sol rocheux en mettant à profit ses fissures naturelles (diaclase). La chambre sépulcrale, de forme rectangulaire (4 mètres de long, 1,50 mètre de large, pour une hauteur de 1,50 mètre) a bénéficié d'un creusement du sol sur une profondeur d'une trentaine de centimètres (soit une superficie totale 5 m2). La fragmentation naturelle de la roche a ainsi facilité le creusement du sol et offert des encoches naturelles pour encastrer la base des deux orthostates. Les interstices ont été comblées avec de l'argile rouge et des cales de pierre en forme de coin.
Deux murettes en pierres sèches ont été élevées parallèlement aux deux orthostates, à environ deux mètres de distance sur une hauteur de 1,15 mètre à 1,20 mètre. L'extérieur des murettes, tourné vers le tumulus, a fait l'objet d'un montage soigné, de type parement. Leur édification était probablement destinée à consolider le cairn lors du hissage de la table de couverture (20 tonnes environ) au sommet du tertre.

### Mobilier funéraire
Le mobilier funéraire retrouvé lors des fouilles se limitait à 28 perles (8 en jayet, 20 en calcaire) assez banales. Les vestiges osseux étaient composés principalement de dents humaines (136) et de quelques fragments d'os humains. L'ensemble de ce mobilier a été retrouvé en petits groupes situés à proximité de l'orthostate ouest. Les rares tessons de poteries retrouvés étaient trop fragmentés pour en retirer une quelconque information.

### Essai d'interprétation
À partir de ces constations, il apparaît que le dolmen du Verdier a connu plusieurs phases d'utilisation successives. Dans un premier temps, le dolmen a rempli sa fonction funéraire classique. Dans un second temps, à une période indéterminée, la chambre funéraire a été entièrement vidée et son contenu a été jeté à la surface du cairn contribuant à lui donner sa forme ovale. Cette violation de sépulture a du survenir à une date très ancienne et sans démembrement du dolmen. En effet, avec le temps, les déblais jetés à la surface du cairn ont eu le temps de s'infiltrer à l'intérieur de ses interstices. Après ce vidage, une nouvelle couche de terre a été volontairement rapportée et ce remblaiement a contribué à accumuler les éléments du mobilier funéraire antérieur les plus petits sur le côté ouest de la chambre. Les tessons de poterie retrouvés dateraient de cette nouvelle occupation, vraisemblablement à vocation funéraire elle aussi.

## Dolmenno3
44° 30′ 54″ N, 1° 51′ 07″ E

Le dolmen no 3 a fait l'objet d'une restauration partielle : l'orthostate de droite et la dalle de chevet ont été remplacés par des murettes en pierres sèches afin de soutenir la table. L'orientation du dolmen correspond à l'azimut 142°.
| Dalle                                                   | Longueur | Épaisseur | Largeur |
| ------------------------------------------------------- | -------- | --------- | ------- |
| Table                                                   | 2 m      | 0,40 m    | 2 m     |
| Orthostate gauche                                       | 1,40 m   | 0,18 m    | 1,30 m  |
| Données : Inventaire des mégalithes de la France, 5-Lot |          |           |         |